# Henrik 3. af England
Henrik 3. (engelsk: Henry III) (1. oktober 1207 – 16. november 1272) var konge af England fra 1216 til 1272. Han var søn af Johan uden Land og Isabella af Angouleme. 
Henrik 3. er en af de mindst kendte britiske monarker, trods hans lange regeringstid. Han var den første barnekonge i den engelske historie.

## Biografi
Den ni-årige Henrik blev kronet i Gloucester kort efter Johans død i 1216. De engelske baroner, der ellers havde støttet en fransk invasion for at få fjernet Johan (ledet af prins Ludvig af Frankrig), så hurtigt, at den unge prins var en bedre mulighed for indflydelse. Henriks formyndere erklærede, at de ville regere efter forskrifterne i Magna Carta, hvilket de gjorde frem til 1227.
Da Henrik blev myndig, var han ivrig efter at genskabe kongemagtens autoritet, inspireret af det autokratiske franske monarki. 
Henrik giftede sig med Eleonora af Provence og hjalp mange af sine franske slægtninge til magt og velstand.
I 1267 underskrev han Montgomerytraktaten med Llywelyn ap Gruffudd anerkendte sidstnævnte som prins af Wales og gav ham magt over området, mod at han svor troskab til Henrik.

### En usædvanlig gave fra Norge
Fra Windsor Castle sendte kong Henrik 30. oktober 1252 et brev, hvori han skrev:
| Citat | Instruks fra kong Henry [III] af England til sherifferne i London: Den isbjørn, som kongen for nylig fik tilsendt fra Norge, og som nu opholder sig i Tower, skal udstyres med mundkurv og jernkæder og desuden et solidt tov til at holde den med, når den fisker i Themsen. | Citat |
|       | |       |

Henrik havde modtaget en isbjørn fra den norske konge, en meget eksotisk gave i 1200-tallets England.

## Eksterne links
- Henrik 3. af England på gravsted.dk

- Wikimedia Commons har flere filer relateret til Henrik 3. af England